# Trichorrhages umbrosa
Trichorrhages umbrosa är en fjärilsart som beskrevs av W. Warren 1900. Trichorrhages umbrosa ingår i släktet Trichorrhages och familjen mätare. Inga underarter finns listade i Catalogue of Life.